# واله، گرجستان
واله (به گرجی: ვალე) شهری در استان سامتسخه-جاواختی گرجستان است. جمعیت این شهر طبق سرشماری سال ۲۰۰۹ میلادی ۵٬۰۰۰ نفر بوده‌است.